# Ванћелијски матрикс
Ванћелијски или екстрацелуларни матрикс (ЕЦМ) јесте било који материјал ткива који не улази у састав ћелије. Ову ванћелијску структуру луче саме ћелије (нпр. ћелијски зид, који луче ћелија бактерија и биљака), или специјализовани фибриобласти, остеобласти у костима, хондриобласти у хрскавици животиња.

## ЕЦМ бактерија
ЕЦМ бактерија је живи ћелијски зид који обавија ћелију, дајући јој облик, штитећи је од осмотског притиска и обезбеђујући ослонац за флагеле, цилије, пили... С друге стране, он омогућава деловање антибиотикa и прихватање бактериофага за ћелију. Једна од главних класификација бактеријских ћелија је обављена управо по саставу ћелијског зида (Бојење по Граму). Грам позитивне бактерије имају вишеслојне зидове сачињене углавном од ланаца пептидогликана (90%), повезаних амино киселинама. Грам негативне бактерије имају много тање зидове, сачињене од фосфолипидног двослоја као и мембрана ћелије (двоменбранске су) и много мање пептидогликана (20%), повезаних за фосфолипиде липопротеинима.

## ЕЦМ гљива
Гљиве имају ћелијски зид од полисахарида хитина.

## ЕЦМ биљака
ЕЦМ виших биљака и алги сачињен је углавном од полисахарида цеулозе која гради структурна влакна. Ова влакна су уроњена у матрикс сачињен од полисахарида хемицелулозе (20% масе) и пектина (30%) и гликопротеина лигнина и екстензина (10%).
Целулоза је најзаступљенији полимер на Земљи, сачињен из дугих ланаца глукозе (и преко 10.000 мономера). Мноштво ових ланаца, постављених паралелно, формирају целулозне микрофибриле, а они су, опет, повезани полисахаридима хемицелулозом и пектином. Оба ова молекула су јако граната. Док хемицелулоза даје чврстину ћелијском зиду градећи мрежу, негативно наелектрисан пектин је заслужан за везивање позитвно наелектрисаних јона и воде, дајући гел својство зиду. Екстензин је сачињен од главне аминокиселинске гране и бочних шећера и даје додатну чврстину ћелијском зиду. Пектин и хемицелулоза се синтетишу у Голџијевом апарату, док је за синтезу целулозе задужен ензимски конплекс на ћелијској мембрани. Примарни ћелијски зидови су савитљиви, омогућавају раст, сачињени су од једнаких удела целулозе, хемицелулозе и пектина, а са старењем их замењује секундарни ћелијски зид. Секундарни зид се налази између примарног зида и мембране, дебео је, има организованије микрофибриле, чвршћи је и сачињен од много мање пектина и од 50-80% целулозе, а понекад је додатно ојачан лигнином (наручито код дрвенастих биљака). Он игра важну улогу у ћелијама задуженим за транспорт, даје чврстину биљци и штити је од осмотског притиска средине.

## ЕЦМ животиња
ЕЦМ животиња попуњава простор између ћелија омогућава њихов опстанак, одржава структуру многих везивних ткива, обезбеђује повезаност, ћелијсу комуникацију, кретање имуних ћелија до места запаљења, обавља функцију пролиферације, диференцијације, миграције и складиштења неких регулатора раста. Током еволуције вишећелијских животиња појава ванћелијског матрикса омогућила је стварање нових облика живота. Вишећелијски организми састоје се од ћелија претежно мале чврстине (желатинозне) на које делује гравитација па би организми, да не постоји ванћелијски матрикс, расли на веома широкој основи што би отежало њихово кртање. У везивним ткивима животиња је веома добро развијен, док је у епителним оскудан.

### Састав
Молекули који улазе у састав ванћелијског матрикса животиња су:
1. вода (тзв. ткивна течност)
2. протеогликани
  - хијалуронати
  - агрекан
  - хондроитин сулфат
  - кератан сулфат
  - дерматан сулфат
  - хепаран сулфат
3. структурни фибриларни протеини (колаген, еластин)
4. адхезивни гликопротеини ванћелијског матрикса
  - фибронектин и ламинин, као молекули базалне ламине
  - хондронектин у хрскавици
  - остеокалцин, остеопонтин, и коштани сијалопротеин у костима
5. минерали, чији састав и концентрација зависе од врсте ткива